# Ali Zulalov
Ali Abdul oglu Zulalov (en azerí: Əli Əbdül oğlu Zülalov; Şuşa, 13 de septiembre de 1893 – Bakú, 18 de febrero de 1963) fue un cantante de ópera y actor azerbayano.

## Biografía
Ali Zulalov nació el 13 de septiembre de 1893 en Şuşa. Se graduó de la escuela en Şuşa. En  1914 se mudó a Bakú y empezó a trabajar en la tienda. Inició su carrera musical en el Teatro Académico Estatal de Drama de Azerbaiyán en los años 1920. En 1918 hizo su debut en la ópera “Arshin mal alan” de Uzeyir Hajibeyov. En 1936 se graduó de la Academia de Música de Bakú. En 1938 recibió la “Orden de la Insignia de Honor” por interpretar en la ópera Nargiz de Muslim Magomayev. En 1940 recibió el “Artista de Honor de la RSS de Azerbaiyán”. En 1956 fue solista del Teatro de Ópera y Ballet Académico Estatal de Azerbaiyán.
Ali Zulalov murió el 18 de febrero de 1963 en Bakú.

## Actividades en teatro
- 1918 – Arshin mal alan de Uzeyir Hajibeyov
- 1938 – Nargiz de Muslim Magomayev
- Leyli y Medzhnun de Uzeyir Hajibeyov
- Koroğlu de Uzeyir Hajibeyov
- Asli y Karam de Uzeyir Hajibeyov
- Ashig Garib de Zulfugar Hajibeyov
- ' 'Shah Ismayil de Muslim Magomayev

## Premios y títulos
- Orden de la Insignia de Honor (1938)
- Artista de Honor de la RSS de Azerbaiyán (1940)